# 马塞尔·皮莱-戈拉

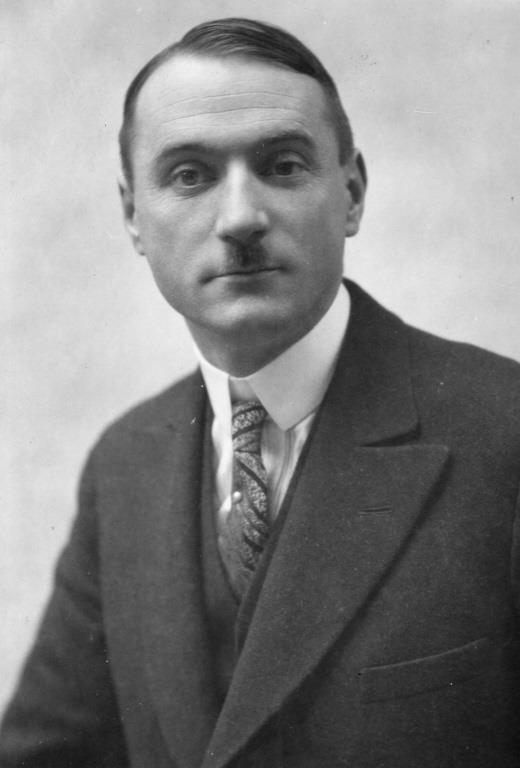
马塞尔·皮莱-戈拉

马塞尔·皮莱-戈拉 （法語：Marcel Pilet-Golaz，1889年12月31日—1958年4月11日），是瑞士自由民主党政治家和外交家。皮莱-戈拉于1928年至1944年间入选瑞士联邦委员会，期间两次被选为联邦总统。二战爆发后，他在1940年至1944年间担任外交部长。任内他曾主张对纳粹德国采取容忍政策，并因此遭受过亲法西斯主义的指控。